# Aenetus ligniveren
Aenetus ligniveren là một loài bướm đêm thuộc họ Hepialidae. Loài này có ở miền nam Queensland tới Tasmania.
Sải cánh của loài này dài 50 mm đối với con đực và 70 mm đối với con cái. Con đực trưởng thành có cánh trước màu xanh lá cây với nhiều sọc trắng, chéo. Cánh sau có màu xám nhạt sáng bóng. Con cái có cánh màu nâu với các mảng màu xanh lá cây trên cánh trước.
Thức ăn của ấu trung là các loài thuộc các chi Acacia, Acmena, Callistemon, Dodonaea, Eucalyptus, Lantana, Leptospermum, Lophostemon, Malus, Melaleuca, Olearia, Pomaderris, Prostanthera và Rubus.